# Ахдзнік
Алдзнік (Агдзнік) — ашхар (провінція, область) Великої Вірменії по середній течії Тигру, на північ від нинішнього міста Діярбакир. У минулому було царством Алзі або Алше. У греко-римських авторів Арзанена, (за містом Арзан). Перебувала між Софеною (інакше «Четвертою Вірменією»), Турубераном, Мокком і Месопотамією. Саме тут знаходилася столиця Великої Вірменії — місто Тигранакерт; областю керував генерал-губернатор (бдешх) з титулом «великого бдешха». Після першого поділу Вірменії (387) відійшла до Персії, після розділу 591 року — до Візантії. Після цього візантійський імператор Маврикій виселив вірмен, частина яких утворила колонію на Кіпрі.
Площа Алдзніка становила 17532 км2. Вірменський географ VII ст. Ананія Ширакаці описує Алдзнік так:
|  | Агдзнік, на річці Тигрі, має 10 областей: 1. Арзен, 2. Неперкерт, 3. Кег, 4. Кетік, 5. Татік, 6. Азнуац-дзор, 7. Херхетс, 8. Гзез, 9. Санодзор, 10. Сасун. В цій області добувають: нафту, багато заліза, чорнильний горіх і птиця дехзук. |